# الوین شلبروفسکی
الوین شلبروفسکی (انگلیسی: Elwin Schlebrowski; ۳۱ اوت ۱۹۲۵ – ۸ فوریهٔ ۲۰۰۰) بازیکن فوتبال اهل آلمان بود.
از باشگاه‌هایی که در آن بازی کرده‌است می‌توان به باشگاه فوتبال بروسیا دورتموند اشاره کرد.
وی همچنین در تیم ملی فوتبال آلمان بازی کرده‌است.